# Cserlenő
Cserlenő (ukránul: Червеньово) település Ukrajnában, Kárpátalján, a Munkácsi járásban.

## Fekvése
Munkácstól nyugatra, Ignéc és Kajdanó közt fekvő település.

## Nevének eredete
Szláv, személynévi eredetű, magyar névadással. 
Eredetéről az a hagyomány maradt fenn, hogy alapítója két veres ruhát viselő katona volt, akik a telepített faluk saját ruhájuk színéről nevezték el.

## Története
1570-ben Czerneleo néven említették először.
1577-ben, 1610-ben Cherneleo, 1697-ben Czerleniow, 1773-ban Cserleno(w) néven írták.
1910-ben 834 lakosából 25 magyar, 45 német, 764 ruszin volt. Ebből 786 görögkatolikus, 45 izraelita volt.
A Trianoni békeszerződés előtt Bereg vármegye Latorczai járásához tartozott.